# Jacob Bruun Larsen
Jacob Bruun Larsen (Dinamarca, 19 de septiembre de 1998) es un futbolista danés que juega como extremo en el Burnley F. C. de la Premier League.

## Trayectoria
Bruun Larsen jugó para las inferiores del Lyngby BK de Dinamarca hasta el 2015, cuando fue fichado por el Borussia Dortmund. El mismo año, debutó con el Borussia Dortmund sub-15, empatando 2-2 con el F. C. Colonia. El 9 de agosto de 2016, debutó con el Borussia Dortmund sub-19, derrotando 2-0 al FSV Mainz. El 8 de septiembre, tendría su primera aparición en el primer equipo, durante un partido amistoso frente al FC St. Pauli, venciendo por 2-1. El 15 de marzo de 2017, el Borussia Dortmund anunció que el jugador tendría contrato con el equipo hasta 2021.
Su primer partido en la Bundesliga se daría el 20 de septiembre de 2017, derrotando al Hamburgo por 3-0. Posteriormente, fue cedido al VfB Stuttgart durante la temporada 2017-18, debutando el 27 de enero, y anotando su primer gol el 16 de mayo frente al FSV Zwickau en un partido amistoso. Regresó al Borussia Dortmund el 30 de junio de 2018, para comenzar la pretemporada 2018-19. El 22 de julio, anotaría su primer gol con el equipo en un partido frente al Liverpool por la International Champions Cup. Anotaría su primer gol en la Bundesliga el 26 de septiembre de 2018, en una goleada 7-0 frente al F. C. Núremberg. El 3 de octubre, jugó su primer partido en la Liga de Campeones de la UEFA, donde marcó un gol frente al AS Monaco, venciendo por 3-0.

## Selección nacional
El 15 de noviembre, jugó su primer partido con la selección sub-19 de Dinamarca, empatando 1-1 con Islandia. El 24 de marzo de 2016, anotó su primer gol con esta selección en un empate por 2-2 con Serbia. El mismo año, fue elegido para representar a Dinamarca en los Juegos Olímpicos de Río de Janeiro. En dicho torneo, jugó 4 partidos antes de que Dinamarca fuera eliminada en cuartos de final frente a Nigeria. El 31 de agosto de 2017, debutó con la selección sub-21 de Dinamarca, derrotando por 3-0 a Islas Feroe en un partido clasificatorio de la Eurocopa sub-21. El 6 de octubre del mismo año, anotó su primer gol con esta selección venciendo por 5-2 a Georgia en otro partido clasificatorio.

### Participaciones en Eurocopas
| Copa          | Sede     | Resultado        | Partidos | Goles |
| ------------- | -------- | ---------------- | -------- | ----- |
| Eurocopa 2024 | Alemania | Octavos de final | 1        | 0     |

## Estadísticas
Actualizado al último partido disputado el 17 de mayo de 2025 (no incluye encuentros por equipo reserva).
| Club | Div.          | Temporada     | Liga  | Liga  | Copas nacionales(1) | Copas nacionales(1) | Copas internacionales(2) | Copas internacionales(2) | Total | Total |
| Club | Div.          | Temporada     | Part. | Goles | Part.               | Goles               | Part.                    | Goles                    | Part. | Goles |
| --- | ------------- | ------------- | ----- | ----- | ------------------- | ------------------- | ------------------------ | ------------------------ | ----- | ----- |
| Borussia Dortmund · Alemania | 1.ª           | 2016-17       | 0     | 0     | 1                   | 0                   | 0                        | 0                        | 1     | 0     |
| Borussia Dortmund · Alemania | 1.ª           | 2017-18       | 1     | 0     | 0                   | 0                   | 0                        | 0                        | 1     | 0     |
| VfB Stuttgart · Alemania | 1.ª           | 2017-18       | 4     | 0     | 0                   | 0                   | —                        | —                        | 4     | 0     |
| Borussia Dortmund · Alemania | 1.ª           | 2018-19       | 24    | 2     | 1                   | 0                   | 5                        | 1                        | 30    | 3     |
| Borussia Dortmund · Alemania | 1.ª           | 2019-20       | 4     | 0     | 3                   | 0                   | 2                        | 0                        | 9     | 0     |
| Borussia Dortmund · Alemania | Total club    | Total club    | 29    | 2     | 5                   | 0                   | 7                        | 1                        | 41    | 3     |
| TSG 1899 Hoffenheim · Alemania | 1.ª           | 2019-20       | 11    | 0     | 1                   | 0                   | —                        | —                        | 12    | 0     |
| TSG 1899 Hoffenheim · Alemania | 1.ª           | 2020-21       | 2     | 0     | 0                   | 0                   | 1                        | 0                        | 3     | 0     |
| R. S. C. Anderlecht · Bélgica | 1.ª           | 2020-21       | 15    | 2     | 4                   | 0                   | ―                        | ―                        | 19    | 2     |
| R. S. C. Anderlecht · Bélgica | Total club    | Total club    | 15    | 2     | 4                   | 0                   | 0                        | 0                        | 19    | 2     |
| TSG 1899 Hoffenheim · Alemania | 1.ª           | 2021-22       | 25    | 4     | 3                   | 1                   | ―                        | ―                        | 28    | 5     |
| TSG 1899 Hoffenheim · Alemania | 1.ª           | 2022-23       | 12    | 1     | 2                   | 0                   | ―                        | ―                        | 14    | 1     |
| Burnley F. C. Inglaterra | 1.ª           | 2023-24       | 32    | 6     | 4                   | 1                   | ―                        | ―                        | 36    | 7     |
| TSG 1899 Hoffenheim · Alemania | 1.ª           | 2024-25       | 12    | 2     | 2                   | 0                   | 5                        | 0                        | 19    | 2     |
| TSG 1899 Hoffenheim · Alemania | Total club    | Total club    | 62    | 7     | 8                   | 1                   | 6                        | 0                        | 76    | 8     |
| VfB Stuttgart · Alemania | 1.ª           | 2024-25       | 15    | 1     | 1                   | 0                   | ―                        | ―                        | 16    | 1     |
| VfB Stuttgart · Alemania | Total club    | Total club    | 19    | 1     | 1                   | 0                   | 0                        | 0                        | 20    | 1     |
| Burnley F. C. Inglaterra | 1.ª           | 2025-26       | 0     | 0     | 0                   | 0                   | ―                        | ―                        | 0     | 0     |
| Burnley F. C. Inglaterra | Total club    | Total club    | 32    | 6     | 4                   | 1                   | 0                        | 0                        | 36    | 7     |
| Total carrera | Total carrera | Total carrera | 157   | 18    | 22                  | 2                   | 13                       | 1                        | 192   | 21    |
| (1) Incluye datos de la Copa de Alemania, Supercopa de Alemania, Copa de Bélgica y Copa de la Liga de Inglaterra. (2) Incluye datos de la Liga de Campeones de la UEFA y Liga Europa de la UEFA. |               |               |       |       |                     |                     |                          |                          |       |       |

## Palmarés

### Títulos nacionales
| Título                | Club              | País     | Año  |
| --------------------- | ----------------- | -------- | ---- |
| Supercopa de Alemania | Borussia Dortmund | Alemania | 2019 |
| Copa de Alemania      | VfB Stuttgart     | Alemania | 2025 |